# Saint-Rustice

Saint-Rustice este o comună în departamentul Haute-Garonne din sudul Franței. În 2009 avea o populație de 439 de locuitori.

## Monumente

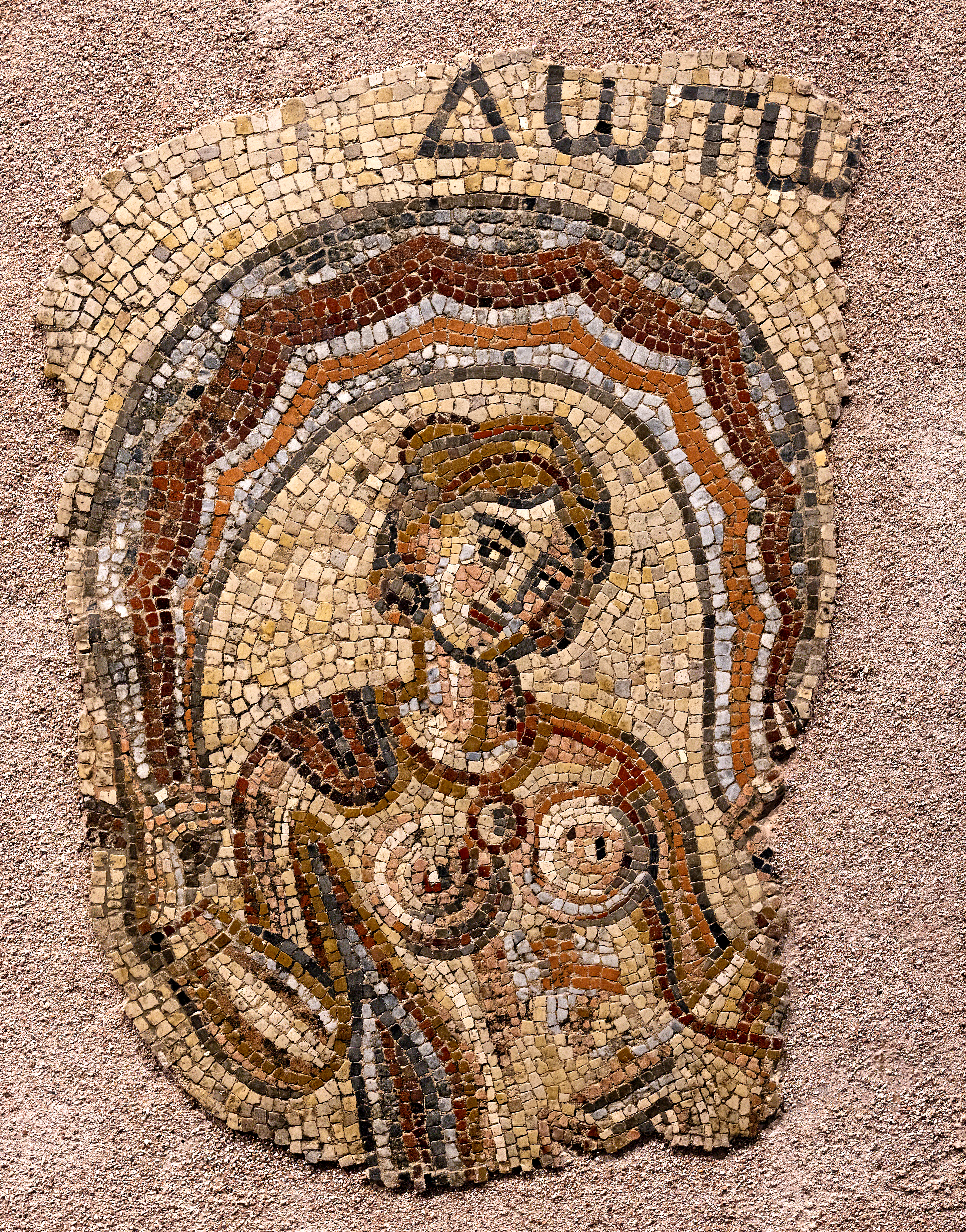
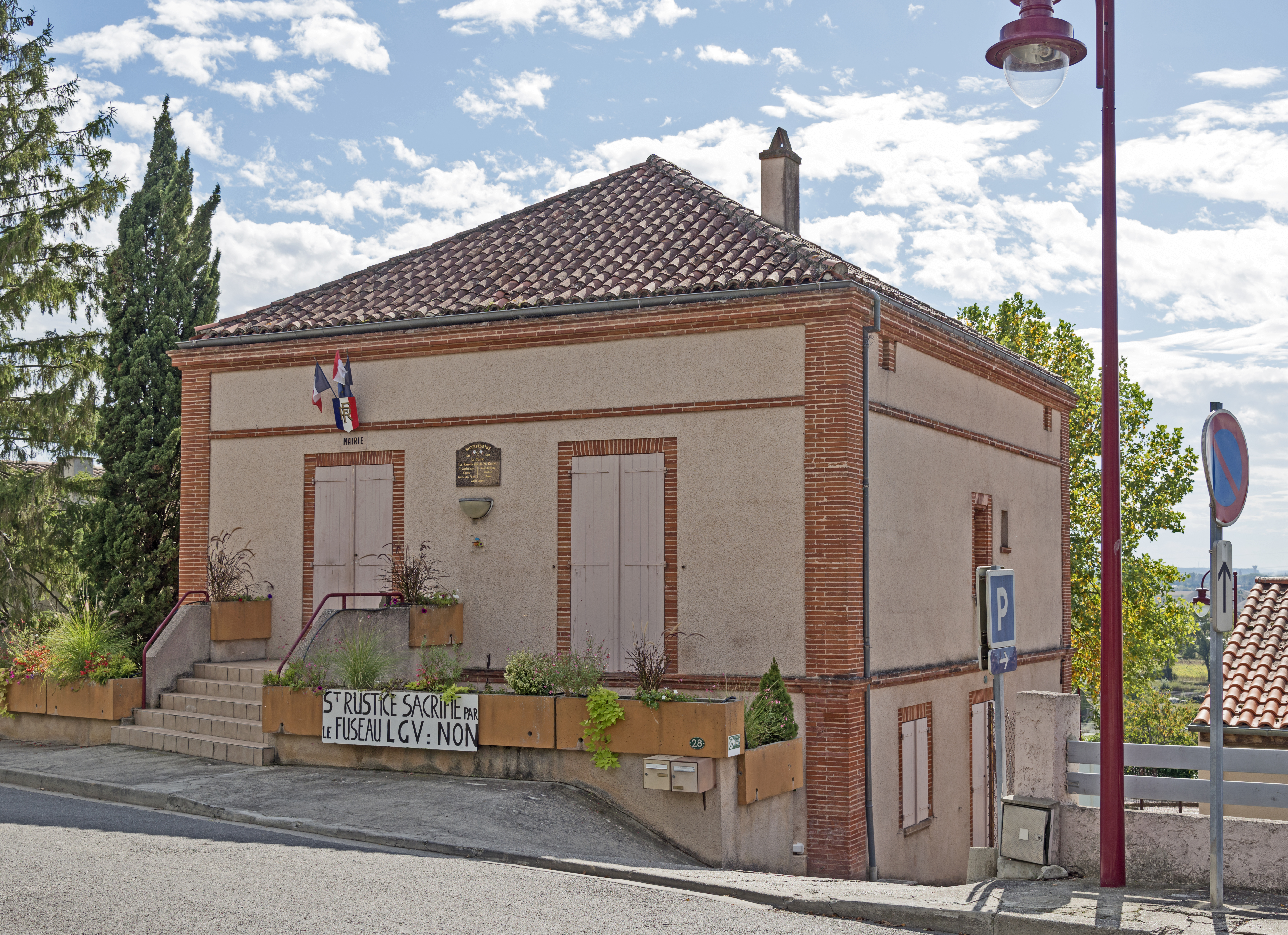
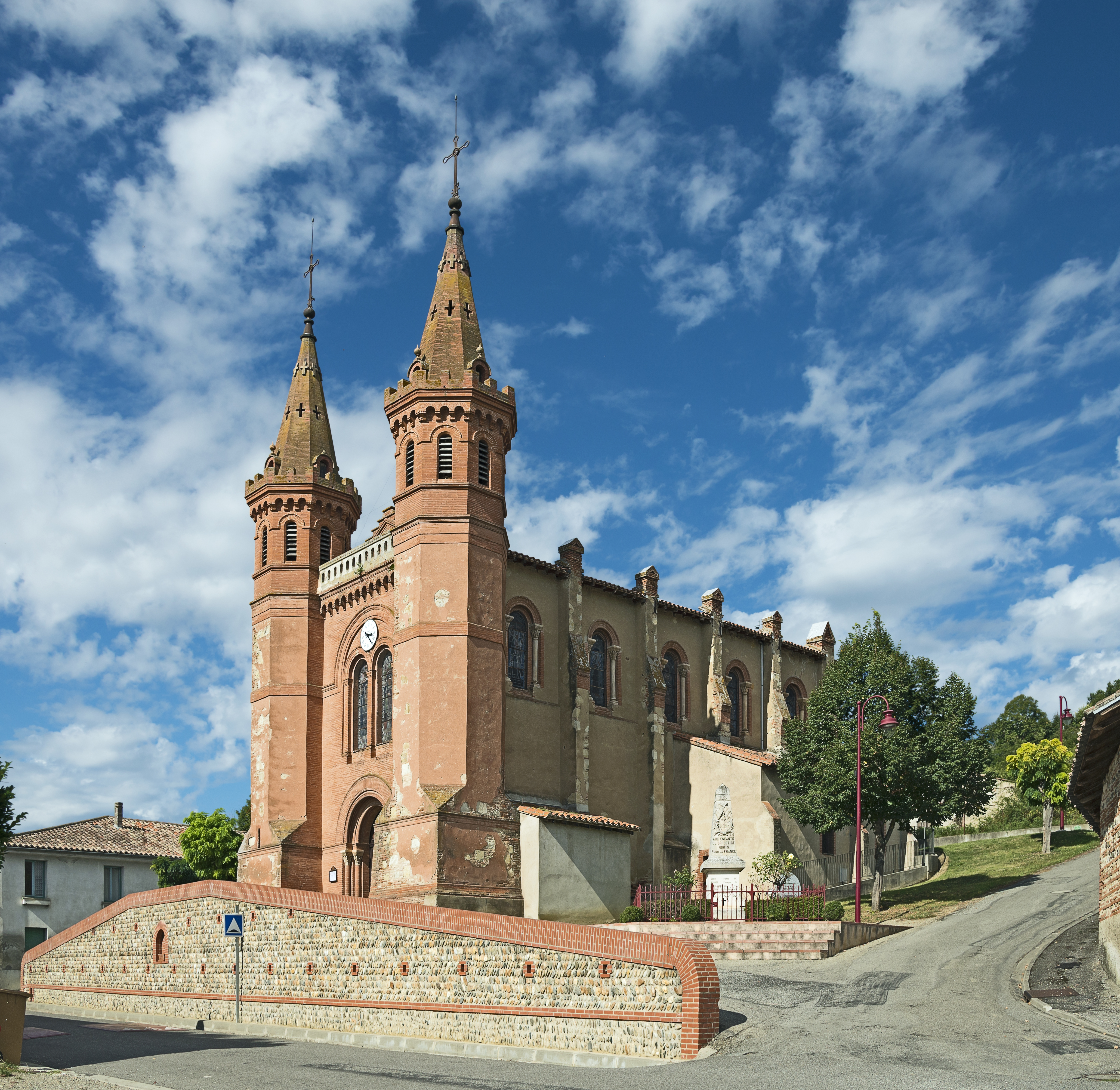

## Evoluția populației
| An        | 1975 | 1982 | 1990 | 1999 | 2006 | 2009 |
| --------- | ---- | ---- | ---- | ---- | ---- | ---- |
| Populație | 233  | 371  | 394  | 425  | 417  | 439  |